# Île Héron (France)
Pour les articles homonymes, voir île Héron.
L'île Héron, est une île située sur la Loire dépendante de la commune de Saint-Sébastien-sur-Loire dans le département de la Loire-Atlantique.
L'île, d'une superficie de 69 hectares, mesure 2 500 mètres de longueur sur 475 mètres de largeur. Elle est située à 390 mètres de la rive nord de la Loire et à 170 mètres de l'île Pinette située au sud dont elle est séparée par un bras du fleuve, « le Gourdeau ».
L'île Héron est inaccessible en hiver sans une embarcation, car aucun pont ne la relie aux rives du fleuve, ce qui lui a ainsi permis de garder un caractère naturel et séculaire. Durant la saison estivale un gué permet de l'atteindre mais l'île reste interdite au public pour des raisons de sécurité et pour éviter le dérangement de la faune.

## Toponymie
Historique des noms :
- Île des Plombs
- Île Barthélémy
- Île de la Grésillère (1781)
- Île Renaulet (1784)
- Île Héron (1850)

## Histoire
L’origine de l’île Héron remonte à 1636 et fait référence à des travaux de plantation destinés à fixer les dépôts d’alluvions (galets, graviers, sables…) charriés par le fleuve et déposés lors des phases de crues en bancs plus ou moins importantes.
Ancienne propriété agricole, une ferme abandonnée typique des îles ligériennes (refuge pour les bêtes à l’étage, grange…), baptisée « La Case », subsiste près de la pointe amont de l'île.
L'île Héron et ses deux voisines, les îles Forget et Pinette, constituent un patrimoine insulaire de 140 hectares, qualifiés de « poumon vert de l’agglomération nantaise ». L'île, d'un grand intérêt ornithologique, est classée en Zone naturelle d'intérêt écologique, faunistique et floristique, et est également sous protection Natura 2000.
Le Conseil général de la Loire-atlantique est propriétaire des 7/8e de l'île, la commune possédant un huitième située vers la pointe avale. Le département développe pour ce site naturel un projet de réhabilitation écologique. Ce programme vise le retour progressif à un paysage de prairies typique des îles de Loire. La suppression de la peupleraie, plantée dans les années 1990 par les précédents propriétaires, contribue à redonner son caractère ligérien à l'île. 3 344 peupliers furent abattus à l'automne 2007, à raison de 200 arbres par jour. 
En 2017, des individus profitent de l'absence de surveillance du site, de l'isolement et des difficultés d'accès à l'île pour y planter 120 pieds de cannabis, détruits par les gendarmes après leur découverte.

## Flore et faune
La flore est variée et pousse dans un environnement de prairie à l'est, et de forêt à l'ouest. Les espèces les plus fréquentes sont le frêne têtard, le saule, le chêne et l'angélique des estuaires.
La faune est diverse, on peut y observer : l’aigrette garzette, le martin pêcheur et bien sûr le héron visible pour sa colonie importante.